# Salzpilz

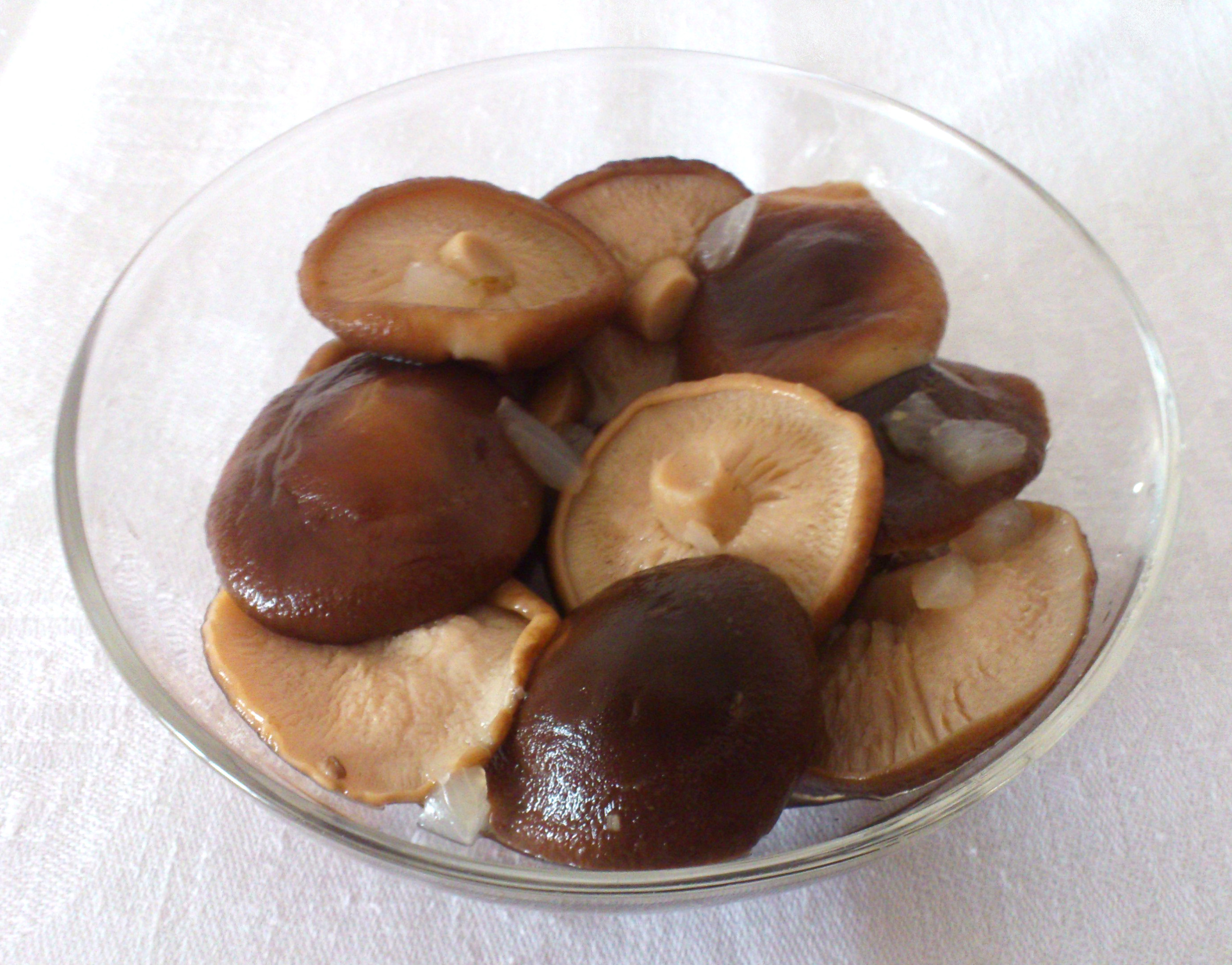

Salzpilze sind eine Spezialität der russischen Küche, die als Vorspeise zum Wodka serviert wird oder als Zutat für andere Gerichte wie Schtschi oder Soljanka dient.
Zur Herstellung werden Speisepilze trocken gesäubert, große Pilze zerschnitten, und mit den Köpfen nach unten in ein hohes Gefäß geschichtet. Dabei wird jede Schicht kräftig gesalzen, je nach Pilzart und Rezept werden noch Pfeffer und gehackte Zwiebeln hinzugegeben. Nach zwei bis sechs Wochen sind die Salzpilze genussfertig und bleiben für längere Zeit haltbar. Vor dem Servieren werden sie gewässert, um ihnen einen Teil des Salzes zu entziehen.